# Reggiana
Pour les articles homonymes, voir Reggiana AC.
La reggiana est une race bovine italienne, plus précisément de Reggio d'Émilie et de Parme.

## Origine
La Reggiana est une race dont la présence sur le territoire de la région de Reggio d'Émilie est fort ancienne. Elle descend de races présentes sur le sol de la région avant les Romains. Elle fait partie du rameau blond et rouge.
Pendant des siècles, l'antique race de Reggio d'Émilie a été la race la plus répandue dans la zone de production du « Parmigiano Reggiano » ; c'est la raison pour laquelle il est possible d'affirmer que cette race est la « mère » du célèbre fromage.
Dans les années d'après-guerre, le nombre de ces vaches s'élevait à 140 000 environ; après quoi, le nombre diminua, à la suite de l'introduction de races plus productives, au détriment de la qualité du lait.
En 1984, on ne comptait qu'environ 800 vaches. En 1985, elle a été classée dans le registre des races à faibles effectifs. Cela a eu pour effet de relancer la race pour arriver à près de 2 000 vaches en 2000. Les éleveurs passionnés sont fédérés dans l'Association nationale des éleveurs bovins de la race « Reggiana », sans oublier l'engagement du Consortium pour la Valorisation de l'Antique Race Reggiana, qui a contribué de façon décisive à la valorisation économique de cette race.

## Morphologie
Il s'agit d'un animal de grande taille : 1,45 à 1,50 m au garrot pour 900-1000 kg chez le taureau et 1,40 à 1,45 m pour 650-700 kg chez la vache.
La Reggiana est robuste, élégante, avec un tronc fort et allongé, une tête puissante mais distinguée; elle se distingue par son manteau uniforme roux-froment, qui lui confère le nom de « vache rousse. »
Elle a des muqueuses claires, des cornes de section elliptiques et des onglons sombres et très durs.

## Qualités en élevage
C'est une race mixte, élevée pour le lait, mais dont les bêtes de réforme et les veaux sont bien valorisés. La qualité de sa musculature, sa rusticité et ses onglons durs laissent à penser qu'autrefois, elle a aussi été utilisée pour la traction.
Elle produit une moyenne de 5 600 kg de lait par lactation dont la composition révèle un taux butyrique de 3,62 % et un taux protéique de 3,35 %. Son lait se caractérise par ailleurs, par la typologie de sa caséine; on peut notamment relever les variantes génétiques « BB » et « AB » de la K caséine, indispensable pour ses propriétés nutritionnelles bien spécifiques, mais aussi pour la bonne réussite d'un fromage fabuleux, requérant une élaboration scrupuleuse et difficile, tel que le Parmigiano Reggiano.
Depuis plusieurs années, de nombreux petits éleveurs ont décidé de vendre le lait des vaches rousses au C.V.P.A.R.R., consortium qui produit le vrai Parmigiano Reggiano en utilisant exclusivement le lait de vaches rousses « reggiane. » (l'essentiel du tonnage de ce fromage est issu du lait d'autres races, mais il ne porte alors que le nom de parmiggiano).
Par ailleurs, la race « reggiana » présente des caractéristiques optimales en matière de rusticité et longévité.